# プットと戦うキューピッド
『プットと戦うキューピッド』（プットとたたかうキューピッド、伊: Lotta di putti、英: Cupids Fighting Putti）は、イタリア・バロック期のボローニャ派の巨匠グイド・レーニが1625年にキャンバス上に油彩で制作した絵画である。1671年に教皇インノケンティウス10世の甥ジョヴァン・バッティスタ・パンフィーリと結婚したヴィオランテ・ファッキネッティが持参金の一部としてローマにもたらし、現在、ローマのドーリア・パンフィーリ美術館に所蔵されている。

## 作品
この絵画は、レーニがクイリナーレ宮殿のための作品を制作中に教皇の財務官と絶えず争議をしていたことにおそらく影響されている。レーニは、仕事が遅い、傲慢で頑固であると非難され、財務官に辟易したためにクイリナーレ宮殿の作品を仕上げることも、教皇に別れを告げることもなくローマを去った。彼は、ボローニャのサン・ドメニコ教会のためにフレスコ画を制作中に教皇代理の特使としてやってきたボローニャの枢機卿の訪問を受けたものの、ローマに戻って、サンタ・マリア・マッジョーレ聖堂の仕事を終えてほしいとの要請を断った。枢機卿は愕然とし、レーニを投獄しようとしたが、レーニは逃亡し、隠れてしまった。彼はイタリアを離れ、フランスかスペインの宮廷に赴くことを計画していたのである。
カルロ・チェーザレ・マルヴァージアの『伝記』 (1678年) によれば、レーニの友人で庇護者であったファッキネッティ侯爵は枢機卿に投獄判決を取り下げるよう説得し、レーニにはローマに戻って、教皇から依頼されていた仕事を受容するよう説いた。枢機卿に感謝して、レーニは本作『プットと戦うキューピッド』を描き、侯爵に贈った。この絵画はかつて『貴族のプットと戦う平民のプット』と呼ばれ、古典的な比喩を用いて社会的争議を表した歴史上初期の作品となっている。本作の2点の複製のうちの1点が現在、クラクフ国立美術館に所蔵されている。